# Hohenlockstedt
Hohenlockstedt là một đô thị ở huyện Steinburg, bang Schleswig-Holstein, Đức. Đô thị này có diện tích 45,6 km², dân số thời điểm 31 tháng 12 năm 2006 là 6224 người. Đô thị này có cự ly khoảng 8 km đông bắc Itzehoe.
Hohenlockstedt thuộc Amt ("nhóm đô thị") Kellinghusen.